# 榎本滋民
榎本 滋民（えのもと しげたみ、1930年2月21日 - 2003年1月16日）は、日本の劇作家、演出家、小説家。日本演劇協会理事をつとめた。

## 経歴
旧東京府生まれ。1951年に國學院大學文学部中退。近世文学・芸能の研究を経て、戯曲・小説の創作を手がけ、演出も行う。
雑誌編集のかたわら、1961年、オール讀物の懸賞戯曲に『孤塁』が入選。同1961年、新派の「花の吉原百人斬り」でデビュー。
主な戯曲に新国劇の『同期の桜』、新派の『寺子屋お登勢』、その他『愛染め高尾』『たぬき』『浮世節立花家橘之助』があるほか、『明日のことは知らず候』『お前極楽』などの小説も執筆した。1977年には芸術祭大賞を受賞した。
演出作品に「薄桜記」「築山殿始末」「権三と助十」、脚色・演出は「重ね扇」など多数。
また、フジテレビ系列で放送された『三匹の侍』（1964年 - 1969年）の脚本を手掛けるなど、テレビドラマの制作に携わった事もあった。
落語の研究家でもあった。1999年までTBSで30年間続いたテレビ番組『TBS落語特選会』では、解説員として山本文郎アナウンサーと共にちゃぶ台に並んで座る姿がよく知られていた。
2003年1月16日、自宅が火事となり、焼け跡から遺体となって発見された。72歳没。

## 受賞
出典：日外アソシエーツ現代人物情報
- オール読物一幕物戯曲入選〔昭和36年〕
- 四人の会賞〔昭和41年〕
- 芸術祭大賞〔昭和52年〕「愛染め高尾」
- 大谷竹次郎賞（第27回）〔平成10年〕「鶴賀松千歳泰平」

## 著作

### 単著
- 『落語小劇場』（1970年、寿満書店）
- 『夢二恋歌』（1974年、講談社）
- 『お前極楽 江戸人情づくし』（1975年、講談社）のち論創社
- 『落語俗物園』（1976年、三樹書房）
- 『長屋歳時記 大江戸庶民明け暮ればなし』（1982年、たくみ書房）
- 『古典落語の世界』（1984年、講談社）
- 『古典落語の力』（1988年、筑摩書房 ちくまライブラリー）
- 『落語ことば辞典―江戸時代をよむ』（2004年、岩波書店、京須偕充編）のち『落語ことば・事柄辞典』として角川ソフィア文庫
- 『榎本版 志ん朝落語』（2005年、ぴあ）

### 共著・編著
- 『大衆芸能資料集成 第4巻 寄席芸 1 落語』編著、（1981年、三一書房）
- 『殺し文句の研究 part 2』共著、1987年、読売新聞社
- 『落語名人大全』三田純市共編　講談社 (スーパー文庫) 1995年